# خط دی (متروی لس آنجلس)
خط دی (انگلیسی: D Line) یا خط ارغوانی یکی از خطوط متروی لس آنجلس است که در سال ۱۹۹۳ تأسیس شده‌است.
این خط که دارای ۸ ایستگاه و ۱۰٫۳ کیلومتر طول است از ایستگاه یونیون شروع و در ایستگاه ویلشایر/وسترن به پایان می‌رسد.

## نگارخانه

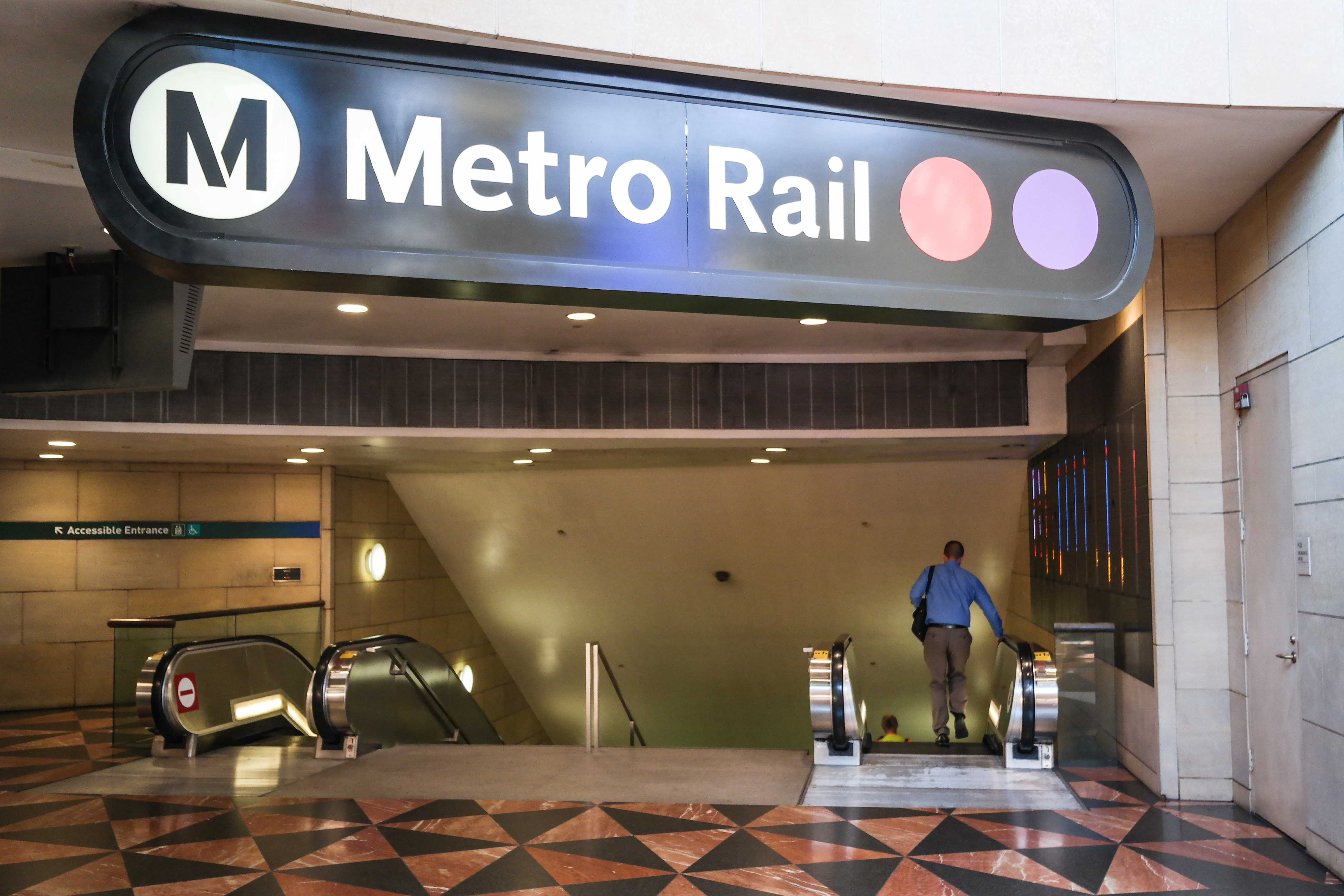
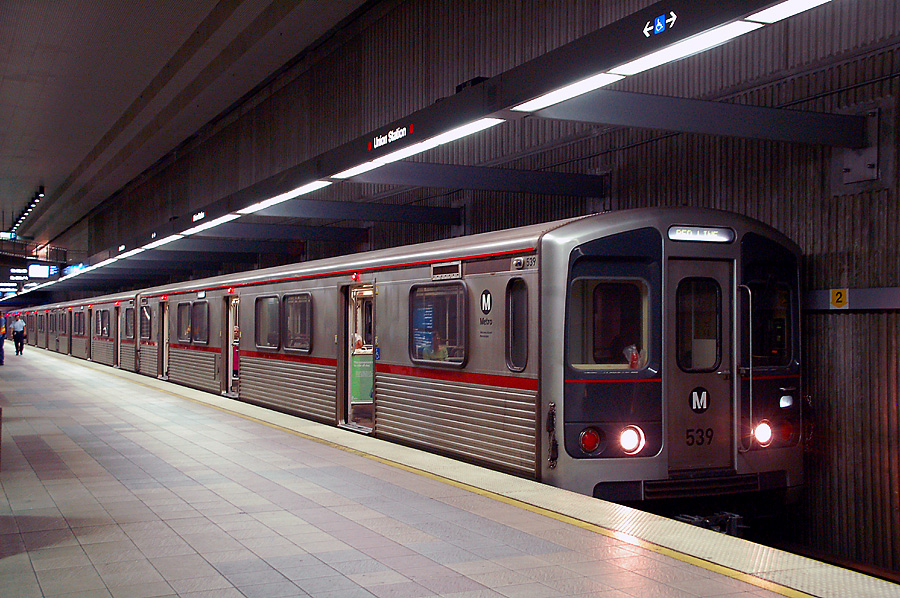
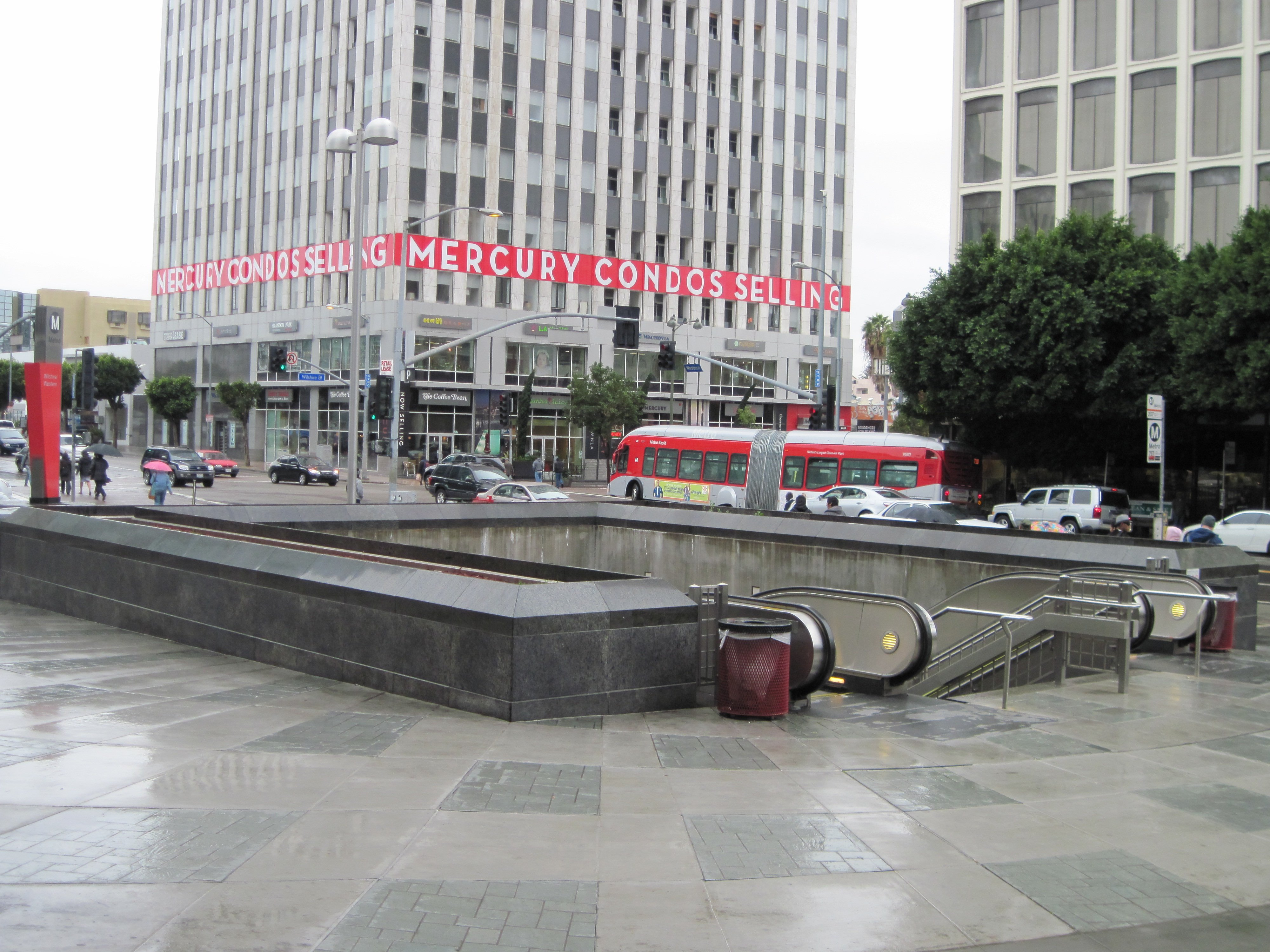
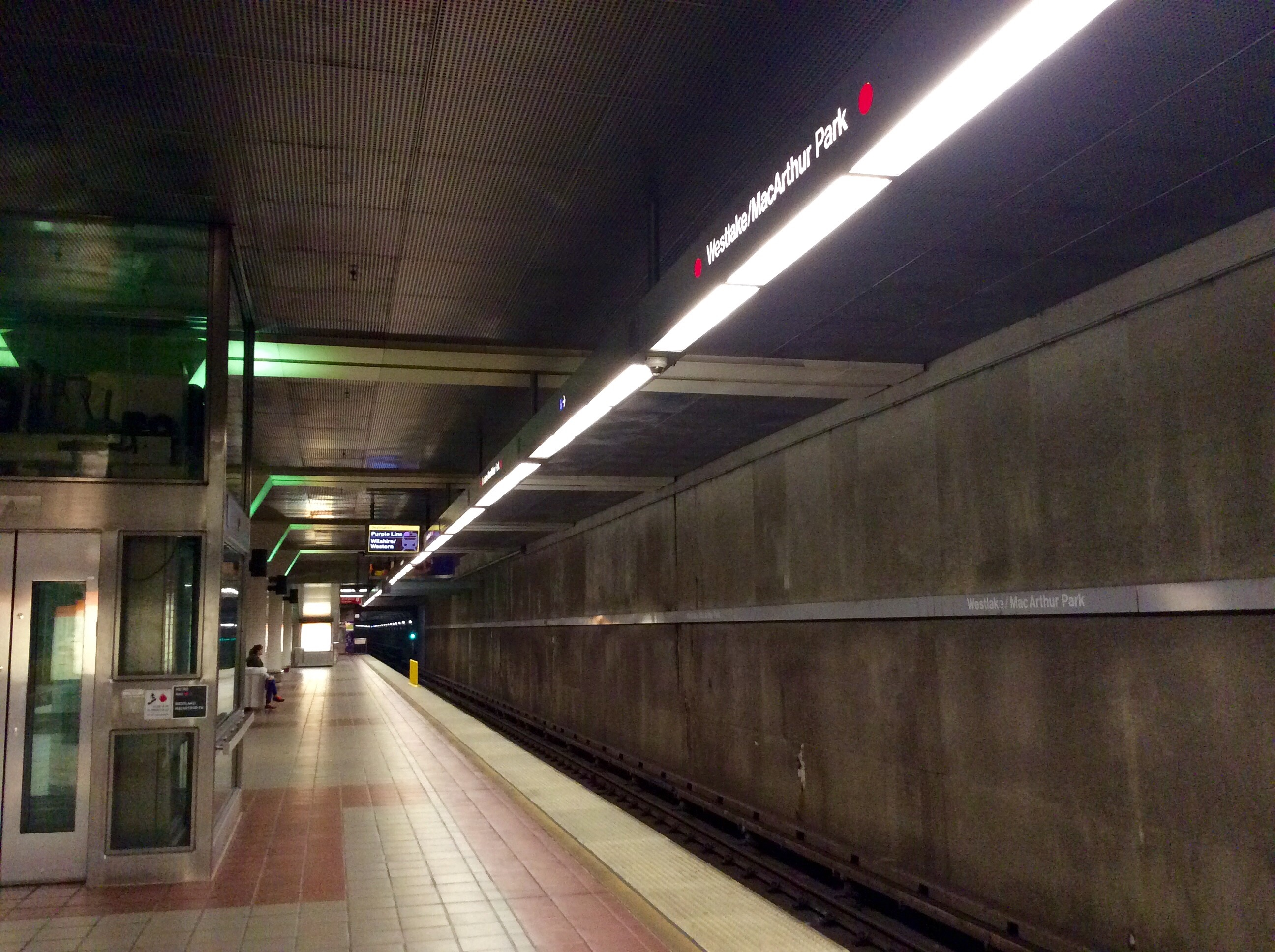